# ميشيل خليفي
ميشيل خليفي (بالعبرية: מישל ח'לייפי‏) (ولد في 3 نوفمبر / تشرين الثاني 1950 في الناصرة) هو مخرج ومنتج سينمائي فلسطيني يعيش في بلجيكا، يعتبر رائد السينما الفلسطينية المستقلة. فيلمه الروائي الأول عرس الجليل حاز على عدد من الجوائز الدولية منها الصدفة الذهبية في مهرجان سان سبستيان وجائزة الاتحاد الدولي للصحافة السينمائية (الفيبريسي) في مهرجان كان عام 1987 وجائزة التانيت الذهبية في مهرجان قرطاج عام 1988. يعمل حاليا في التدريس في معهد السينما والمسرح في بروكسل.

## حياته
ولد ميشيل خليفة في الناصرة عام 1950 لعائلة كادحة، في جيل 14 اضطر لمغادرة المدرسة والعمل في مرأب سيارات للمساعدة في إعالة العائلة. بدأ يهتم في الفن المسرحي أثناء جيل المراهقة وغادر إلى بلجيكا عام 1970 لدراسة المسرح. تخرج عام 1977 من معهد المسرح والسينما في بروكسل. عام 1978 عمل في التلفزيون البلجيكي حيث قام بتصوير بضعة تقارير عن الأراضي الفلسطينية المحتلة. عام 1980 عاد إلى الناصرة لتصوير فيلمه الطويل الأول الذاكرة الخصبة الذي مزج فيه بين الأسلوبين الوثائقي والروائي. في عام 1987 أخرج عرس الجليل فيلمه الروائي الطويل الأول.
يعمل حالياً في التدريس بمعهد السينما والمسرح.

## أعماله
- الذاكرة الخصبة ،1980.
- معلول تحتفل بدمارها 1985.
- عرس الجليل 1987.
- نشيد الحجر 1990.
- حكاية الجواهر الثلاثة 1994.
- الزواج الممنوع في الأرض المقدسة 1995.
- لطريق 181 2003.
- زنديق 2009.

## روابط خارجية
- ميشيل خليفي على موقع IMDb (الإنجليزية)
- ميشيل خليفي على موقع ألو سيني (الفرنسية)
- ميشيل خليفي على موقع أول موفي (الإنجليزية)
- ميشيل خليفي على موقع قاعدة بيانات الفيلم (الإنجليزية)
- ميشيل خليفي على موقع كينوبويسك (الروسية)

## راجع أيضا
- السينما الفلسطينية